# Martha Young-Scholten
Pour les articles homonymes, voir Young.
Martha Young-Scholten est une linguiste américaine, qui se spécialise en phonologie et en syntaxe dans le domaine de l'acquisition des langues secondes.
Young-Scholten est née à Hanover au New Hampshire. Elle a une maîtrise de linguistique de l'université de Washington. Sa thèse de doctorat traite de la structure de la phonologie d'une langue seconde. Elle est professeur d'acquisition des langues secondes à l'Université de Newcastle upon Tyne depuis septembre 2006.

## Hypothèse des arbres minimaux
Young-Scholten est connue dans la linguistique pour son rôle dans le développement de l'hypothèse des arbres minimaux en partenariat avec Anna Vainikka. Dans l'hypothèse, les arbres sont une métaphore de la syntaxe, précisément de la structure ramifiée qui illustre la corrélation entre les mots d'une phrase ou d'un syntagme. L'hypothèse concerne les aspects d'une langue maternelle (L1) qui sont disponibles pour la grammaire de la langue seconde (L2) et ceux qui ne sont pas disponibles. L'hypothèse concerne aussi les mécanismes de la grammaire universelle qui permettent le déroulement de la nouvelle acquisition.
Tandis que de nombreux chercheurs penchent pour une théorie de « l'interférence complète » qui suggère que la grammaire de la L1 dans sa totalité transfère dans la L2 (c'est-à-dire que le stade initial de la L2 est le stade ultime de la L1), Young-Scholten et Vainikka affirment qu'on ne transfère que les catégories lexicales (comme le syntagme nominal) et qu'on ne transfère pas les catégories fonctionnelles (comme l'inflexion) dans la L2. Plutôt, l'apprenant crée ces catégories de nouveau parce qu'il n'y en a aucune dans leur grammaire au début de l’acquisition de la L2, d'où le terme « arbre minimal ».
Dans le domaine de l'acquisition des langues secondes, il y a plusieurs explications pour le rôle de transfert et de la grammaire universelle. L'hypothèse des arbres minimaux reste controversée. On l'a critiquée dans la recherche de la syntaxe sur les bases empiriques et conceptuelles. Certains de chercheurs affirment qu'elle n'explique pas le comportement linguistique correctement. Des autres soutiennent qu'elle est mal conçue théoriquement,.

## Acquisition des langues secondes
Le point central de la recherche de Young-Scholten est la phonologie des langues secondes, surtout celle de l'allemand et de l'anglais. Les données de trois adolescents qui apprenaient l'allemand en Allemagne fournissent la base de plusieurs articles. Les différences dans l'acquisition de la phonologie allemande entre les trois apprenants font croire à Young-Scholten que la façon dans laquelle on assimile une langue influence la performance ultime. Par exemple, un apprenant dont l'interaction avec la langue était surtout écrite n'a pas acquis les allophones qui ne sont pas distingués dans l'écriture bien qu'il entende la distinction dans la parole.

## Linguistique appliquée
Young-Scholten recherche aussi la linguistique appliquée dans le domaine de l'acquisition atypique, (comme celle des personnes avec la dyslexie ou la dysphasie), la pédagogie des langues étrangères, et l'effet négatif de l'écriture sur les premiers stades de l'acquisition d'une langue.